# Stow Bedon and Breckles
Stow Bedon and Breckles är en civil parish i Breckland, Storbritannien. Den ligger i grevskapet Norfolk och riksdelen England, i den sydöstra delen av landet, 130 km nordost om huvudstaden London. Det inkluderar Stow Bedon och Breckles. Civil parish hade 290 invånare år 2011.